# Stazione di Verdun
La stazione di Verdun (in francese Gare de Verdun) è la principale stazione ferroviaria di Verdun, Francia.